# Arnold Geering
Arnold Geering (* 14. Mai 1902 in Basel; † 16. Dezember 1982 in Vevey) war ein Schweizer Musikwissenschaftler und Philologe.
Geering war ein Sohn von Traugott Geering und der Bruder von Walter Geering. Er studierte Musikwissenschaft und Philologie an der Universität Basel, wo er 1931 promovierte und 1947 habilitierte. Von 1950 bis 1972 war er Professor für Musikwissenschaft an der Universität Bern. Von 1948 bis 1951 war er Sekretär der Internationalen Gesellschaft für Musikwissenschaft und von 1949 bis 1963 Leiter des Schweizerischen Volksliedarchivs. Geering edierte die Werke von Ludwig Senfl.